# لرد اهریمن
لُرد اهریمن (به سوئدی: Lord Ahriman) (زادهٔ ۱۳ نوامبر ۱۹۷۲) با نام شناسنامه‌ای مایک سونبرگ (به سوئدی: Mikael Svanberg) آهنگساز و نوازندهٔ گیتار الکتریک سوئدی است که بیشتر به عنوان لید گیتاریست و رهبر گروه بلک متال دارک فیونرال شناخته می‌شود. پسوندِ اهریمن در نام هنریِ او ریشهٔ ایرانی دارد و از نام نیروی پلیدِ مخالفِ با اهورامزدا در باورهای آیین زرتشت گرفته شده است.
او تنها عضو باقیمانده از ترکیب اولیهٔ دارک فیونرال است که تا به امروز در گروه عضویت دارد. دارک فیونرال را لرد اهریمن به همراه دیوید پارلند در سال ۱۹۹۳ میلادی در استکهلم بنیان گذاردند. اشعار دارک فیونرال به واسطهٔ پیروی اهریمن و امپرور ماگوس کالیگولا(خواننده و ترانه‌سرای گروه) از آیین لاویایی، اغلب حاوی مضامین شیطانی و ضد مسیحی است.
اهریمن همچنین با گروه ولفن سوسایتی به عنوان ریتم گیتاریست همکاری می‌کند.